# コガネスズメ
コガネスズメ（学名:Passer luteus）は、スズメ目スズメ科の鳥類。

## 分布
サハラ以南のナイジェリアからスーダンにかけて分布する。